# Бор (Новосибірська область)
Бор (рос. Бор) — селище у Болотнинському районі Новосибірської області Російської Федерації.
Входить до складу муніципального утворення Боровська сільрада. Населення становить 663 особи (2010).

## Історія
Згідно із законом від 2 червня 2004 року органом місцевого самоврядування є Боровська сільрада.

## Населення
| 2002 | 2007 | 2010 |
| ---- | ---- | ---- |
| 647  | ↗670 | ↘663 |